# Карамышевский мост
Кара́мышевский мост в Москве — однопролётный железобетонный балочный мост, пересекающий Карамышевское спрямление реки Москвы над шлюзом № 9 Канала имени Москвы. Соединяет улицы Народного Ополчения и Нижние Мнёвники. Построен в 1935—1937 годах.

## История строительства и реконструкции
Автор проекта — Е. С. Уланов (Облдортранс).
Мост сделан из монолитного железобетона с расчётным пролётом 45,0 м и переходными береговыми консолями по 18,0 м каждая. Быки моста опираются непосредственно на стенки шлюза. В поперечном сечении мост состоит из четырёх продольных балок с параболическим очертанием нижнего пояса, уложенных с шагом 4,5 м. На них уложены поперечные балки и плита проезжей части толщиной 0,3 м. Общая ширина моста — 16,5 м, в том числе проезжая часть — 13,5 м (4 полосы, до реконструкции 1983 года — 12,0 м).
Подмостовой габарит для пропуска судов — 30,0 × 14,0 м.